# De Forest (cráter)

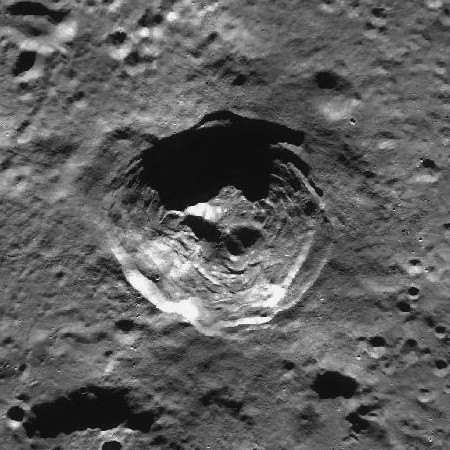
Fotografía de la misión LRO

De Forest es un cráter de impacto perteneciente a la cara oculta de la Luna. Se encuentra en el extremo sur del hemisferio, al oeste de la amplia muralla del cráter Zeeman y al sur del cráter Numerov. Debido a su proximidad al polo sur, recibe la luz solar en un ángulo oblicuo cuando está en la mitad iluminada de la luna.
Esta es una formación relativamente reciente, que no ha sido desgastada significativamente por otros impactos. El borde casi circular presenta un perfil afilado, pero algo irregular, con una pequeña rampa exterior. La amplia pared interna aloja múltiples terrazas, aparentemente formadas por el desplome de los materiales del brocal. En el punto medio de su suelo irregular posee un pico central relativamente grande y anguloso.

## Cráteres satélite
Por convención estos elementos son identificados en los mapas lunares poniendo la letra en el lado del punto medio del cráter que está más cercano a De Forest.
|           | \| De Forest \| Coordenadas \| Diámetro \| \| --------- \| -------------------------------- \| -------- \| \| N \| 79°30′S 164°42′O / -79.5, -164.7 \| 41 km \| \| P \| 80°00′S 176°00′O / -80.0, -176.0 \| 18 km \| |          |
| De Forest | Coordenadas | Diámetro |
| N         | 79°30′S 164°42′O / -79.5, -164.7 | 41 km    |
| P         | 80°00′S 176°00′O / -80.0, -176.0 | 18 km    |

## Referencias

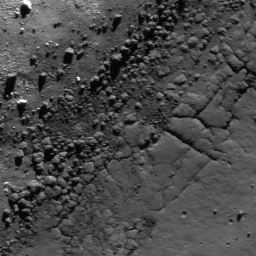
Detalle de De Forest (imagen LRO)